# Restituční edikt

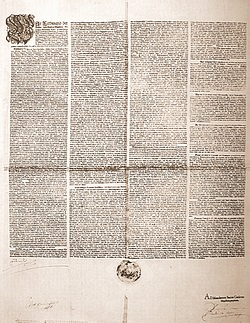
Kopie restitučního ediktu

Restituční edikt, německy Restitutionsedikt, je označení pro edikt, vydaný 6. března 1629 císařem Ferdinandem II. ve Svaté říši římské. Tento edikt měl zajistit navrácení majetku, který byl zabrán protestanty na základě pasovské smlouvy z roku 1552, do rukou katolíků a vyplnit tak usnesení augšpurského míru z roku 1555. Vydání tohoto dokumentu bylo vrcholem veškeré císařské činnosti během třicetileté války. Ostatně císař si mohl dovolit vydat edikt, protože se mu podařilo spolu s Katolickou ligou na konci dvacátých let 17. století porážet protestantské síly v dnešním severním Německu.
Potvrzení restitučního ediktu ale naprosto znemožnilo jakoukoli mírovou dohodu mezi katolíky a protestanty, protože uznal katolický výklad augšpurského míru jako jediný správný.

## Důsledky
Restituční edikt byl především pokus o prosazení klauzule augšpurského míru tzv. Reservatum ecclesiasticum (duchovní výhrada). To se dotklo sekularizovaného arcibiskupství brémského a magdeburského, dále dalších dvanácti biskupství a stovky klášterů. Dopad ediktu znamenal velký přesun moci a majetku z protestantských rukou do rukou katolíků. Navíc tento edikt zakazoval na takto navrácených územích provozovat protestantská vyznání a nutil protestanty k přestoupení na katolickou víru (to vycházelo opět z augšpurského Cuius regio, eius religio). To způsobilo, že tisíce protestantů uteklo do států Svaté říše, kde byla protestantská nadvláda.
Tento odliv směřoval především do severovýchodních států Svaté říše, kde byla moc císaře nejmenší. Ferdinand jmenoval císařské správce nad sekularizovanými státy a městy, aby znovu upevnili císařskou autoritu na místech, která byla téměř sto let na císaři nezávislá. Tyto akce nebyly knížaty přijaty dobře a způsobily, že někteří žádali o pomoc Francii. Samotní nemohli dělat nic, jen sledovat vítězný postup Albrechta z Valdštejna s jeho armádou s 134 000 vojáky, kteří pronásledovali vůdce protestantských vojsk a dánského krále Kristiána IV.
Valdštejn sám nebyl příznivcem ediktu a císaře od vydání zrazoval, ale po vydání hrál svoji úlohu pro Ferdinanda loajálně. Myslel, že je důležité nejprve naučit kurfiřty správně se chovat, tedy, že oni musí být závislí na císaři a ne on na nich. Kurfiřti se v reakci na to začali domlouvat Maxmiliánovi, aby přiměl Ferdinanda k propuštění Valdštejna ze svých služeb.
Jejich velká šance přišla v roce 1630, kdy císař Ferdinand svolal kurfiřtský sněm do Řezna, kde si chtěl nechat schválit svého syna, Ferdinanda, za svého nástupce ve Svaté říši, k čemuž potřeboval souhlas kurfiřtů. Císař také doufal, že se mu podaří přesvědčit kurfiřty k větší spolupráci ve válce. Dva protestantští kurfiřti, Jan Jiří I. Saský a Jiří Vilém I. Braniborský, se nezúčastnili sněmu na důkaz svého odporu k restitučnímu ediktu. Ukázalo se, že jejich akce neměla takový účinek, ale Maxmilián Bavorský stále žádal Ferdinanda o propuštění Valdštejna.
Nakonec, aby uklidnil kurfiřty Ferdinand Valdštejna v srpnu 1630 vyhodil, ačkoli sám Valdštejn říkal, že se vzdal svého místa sám, aby si zachoval svoji čest. Odchod nejmocnějšího vojevůdce v Evropě bylo velké vítězství pro kurfiřty a „Řezno“ muselo být vnímáno jako velká prohra pro císaře. Všechno toto počínání bylo zastíněno vstupem švédského krále Gustava II. do války na pomoc utlačovaným protestantům v Říši. Ferdinand se bez Valdštejna musel spolehnout na Maxmiliána a Tillyho k zastavení nového nebezpečí.